# Computação interativa
Em ciência da computação, computação interativa é um modelo matemático para o cálculo que envolve comunicação com o mundo externo. Isto é em contraste ao entendimento tradicional de cálculo que assume uma simples interface entre o agente de computação e o ambiente, consistindo em fazer uma pergunta (entrada) e gerar uma resposta (saída).
A famosa tese de Church-Turing tenta definir computação e computabilidade em termos de Máquinas de Turing. No entanto, a máquina de Turing fornece apenas uma resposta para a questão do que significa computabilidade de funções e, com tarefas interativas que nem sempre são redutíveis a funções, ela falha em captar nossa intuição mais ampla de computação e computabilidade. Embora este fato tenha sido admitido pelo próprio Alan Turing, foi só recentemente que a comunidade científica da Computação Teórica percebeu a necessidade de definir modelos matemáticos adequados de computação interativa. Entre os modelos matemáticos de computação estudados atualmente que tentam capturar a interação são as máquinas fácil-e-difícil de Japaridze, elaboradas nas estruturas de lógica computacional, as máquinas de Turing persistentes de Goldin, e as máquinas de estado abstrato de Gurevich. Peter Wegner tem, adicionalmente, feito um grande trabalho nesta área da ciência da computação.